# Klaus Langrock
Klaus Langrock (* 12. April 1934) ist ein ehemaliger deutscher Handballspieler und -trainer.

## Leben
Der aus Torgau stammende Langrock nahm 1953 ein Studium an der Deutschen Hochschule für Körperkultur (DHfK) auf und spielte ab 1954 für die neugegründete HSG Wissenschaft DHfK Leipzig. Der 1,90 Meter große Akteur gehörte damit zur ersten Generation des DHfK und trat mit der Mannschaft zunächst in der Kreisklasse an. 1958 stieg Langrock mit den Leipzigern in die Oberliga, die höchste Spielklasse der Deutschen Demokratischen Republik, auf und errang mit der Mannschaft 1959 den nationalen Meistertitel. 1960 zog sich Langrock aus dem Leistungshandball zurück und arbeitete fortan in Torgau als Sportlehrer. Er gehörte zum Trainerstab der DDR-Nationalmannschaft, die bei den Sommerspielen 1980 Olympiasieger wurde.